# 벚꽃잎들
〈벚꽃잎들〉(桜の花びらたち 사쿠라노하나비라타치[*])은 일본의 여성 아이돌 그룹 AKB48의 인디즈 데뷔 싱글이다. AKS를 통해 2006년 2월 1일에 발매됐다. 이 싱글은 모닝구무스메의 데뷔 싱글 〈모닝 커피〉 이후 처음으로 TOP10에 진압한 여성 아이돌 그룹의 데뷔 싱글이다. 당시 팀A 멤버 21명이 불렀으며, 2008년에는 다시 녹음되어 데프스타 레코드에서의 마지막 싱글로 발매됐다.

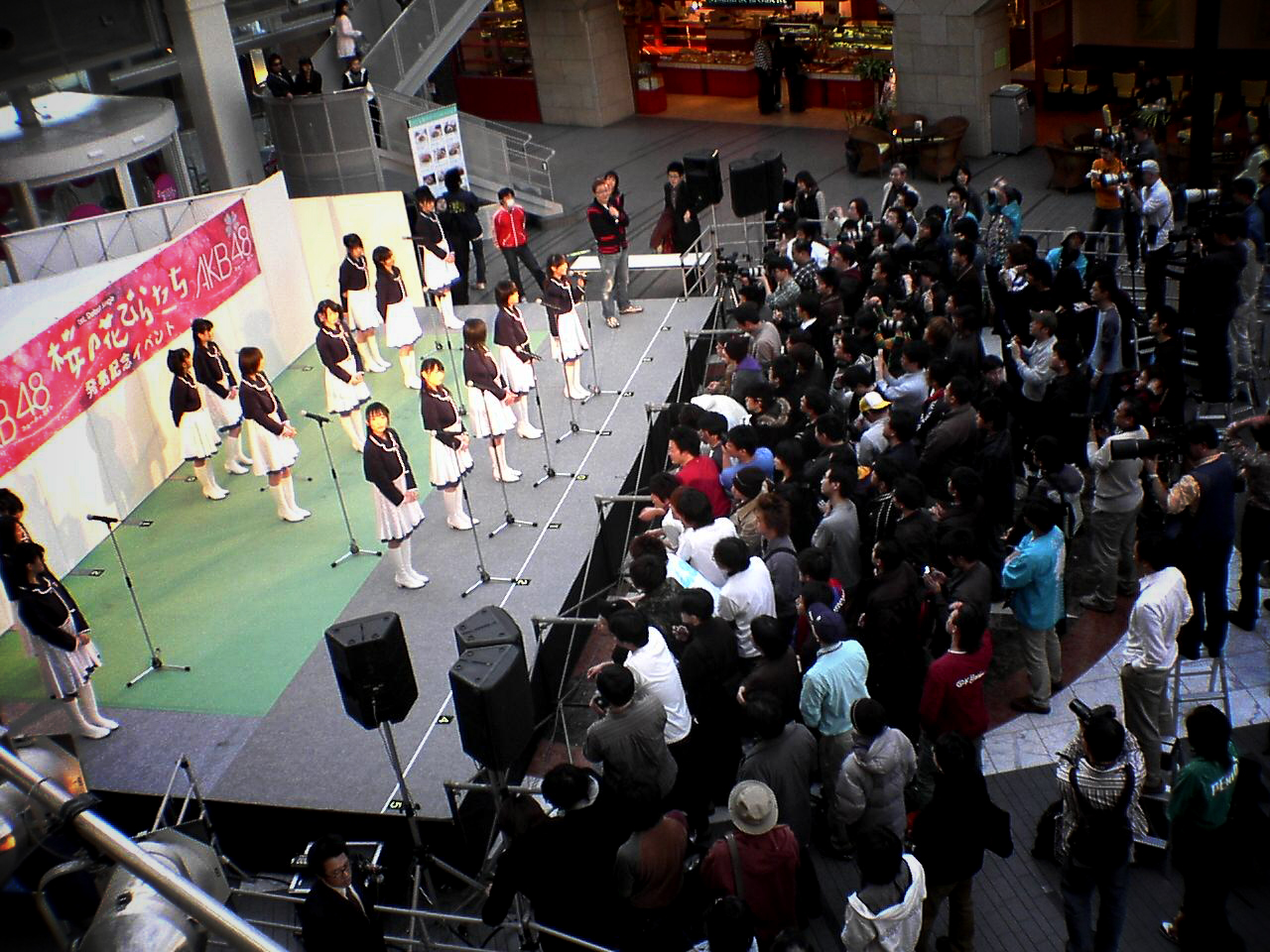
2006년 3월 26일 삿포로 팩토리에서 열린 발매 기념 이벤트

## 설명
인디 레이블에서 발매된 AKB48의 데뷔 싱글로 메이저 데뷔 전 발매된 싱글은 이 싱글과 〈스커트, 휘날리며〉 두 개 뿐이다. 따로이 선발 멤버는 존재하지 않았으며, 당시 팀A 멤버가 전원 참가하고 있다. 싱글 자켓의 글씨는 당시 팀A 멤버였던 우사미 유키가 쓴 것이다.
뮤직 비디오는 히라카와 유이치로가 감독을 맡았으며 아키하바라48 극장(현: AKB48 극장) 무대에서 노래하는 장면에 레슨이나 녹음, 대기실 영상 등을 편집해 완성됐다.
수록곡 중 〈Dear my teacher〉는 대한민국에서 불건전한 교제 알선을 이유로, 청소년 보호법상 청소년 유해 매체물로 고시되어 있어, 성인인증을 거친 사람에게만 스트리밍이 가능하다.

## 수록곡
| #            | 제목                                     | 작사            | 작곡            | 편곡  | 재생 시간 |
| ------------ | ---------------------------------------- | --------------- | --------------- | ----- | --------- |
| 1.           | 〈桜の花びらたち→벚꽃잎들〉              | 아키모토 야스시 | 우에스기 히로시 | 5:20  |           |
| 2.           | 〈Dear my teacher〉                      | 아키모토 야스시 | 오카다 미오     | 4:22  |           |
| 3.           | 〈桜の花びらたち〉 (カラオケバージョン)  |                 | 우에스기 히로시 | 5:20  |           |
| 4.           | 〈Dear my teacher〉 (カラオケバージョン) |                 | 오카다 미오     | 4:22  |           |
| 총 재생 시간 | 총 재생 시간                             | 총 재생 시간    | 총 재생 시간    | 19:24 |           |

## 미디어에서의 사용
- TBS 심야 드라마 《그렇죠.》 주제가
- NTTDoCoMo ‘영상전화’ CM송
- TV 아사히 계열 《三竹占い》 닫는 곡
- 분카방송 《AKB48 내일까지 조금.》 여는 곡
- 닛폰 방송 《노스리브스의 ‘주간 노스리부’》 싱글
- 닛폰 TV 《구루구루나인티나인》의 《구르메 치킨 레이스 얻어 먹게 괼 겁니다!14》의 에스미 마키코가 질 무렵

## 벚꽃잎들 2008
〈벚꽃잎들 2008〉(桜の花びらたち2008 사쿠라노하나비라타치2008[*])은 일본의 여성 아이돌 그룹 AKB48의 8번째 싱글이다.
캐치프레이즈는 〈졸업 앨범을 펼치면서, 들어보세요. 울컥합니다〉이다.

### 수록곡
CD
| #            | 제목                                                               | 작사            | 작곡            | 편곡  | 재생 시간 |
| ------------ | ------------------------------------------------------------------ | --------------- | --------------- | ----- | --------- |
| 1.           | 〈桜の花びらたち2008 (Original Mix)→벚꽃잎들 2008 (Original Mix)〉 | 아키모토 야스시 | 우에스기 히로시 | 5:20  |           |
| 2.           | 〈最後の制服→마지막 교복〉                                         | 아키모토 야스시 | 이토 신타로     | 4:36  |           |
| 3.           | 〈桜の花びらたち2008〉 (Original Mix Instrumental)                 | 아키모토 야스시 | 우에스기 히로시 | 5:20  |           |
| 4.           | 〈最後の制服〉 (Instrumental)                                      | 아키모토 야스시 | 이토 신타로     | 4:33  |           |
| 총 재생 시간 | 총 재생 시간                                                       | 총 재생 시간    | 총 재생 시간    | 19:49 |           |

| #            | 제목                                                               | 재생 시간 |
| ------------ | ------------------------------------------------------------------ | --------- |
| 1.           | 〈桜の花びらたち2008 (Original Mix)→벚꽃잎들 2008 (Original Mix)〉 | 5:20      |
| 2.           | 〈最後の制服→마지막 교복〉                                         | 4:36      |
| 3.           | 〈桜の花びらたち2008 (学校 Mix)→벚꽃잎들 2008 (학교 Mix)〉         | 5:31      |
| 4.           | 〈桜の花びらたち2008〉 (Original Mix Instrumental)                 | 5:20      |
| 5.           | 〈最後の制服〉 (Instrumental)                                      | 4:33      |
| 총 재생 시간 | 총 재생 시간                                                       | 25:19     |

DVD
| #  | 제목                                                                                           | 재생 시간 |
| -- | ---------------------------------------------------------------------------------------------- | --------- |
| 1. | 〈「桜の花びらたち2008」ビデオクリップ [Full Ver.]→〈벚꽃잎들 2008〉 비디오 클립 [Full Ver.]〉 |           |
| 2. | 〈Making of 「桜の花びらたち2008」→Making of 〈벚꽃잎들 2008〉〉                               |           |

### 미디어에서의 사용
- TBS 계열 《아라비키단》 2008년 2 ~ 3월 닫는 곡

## 차트 순위
| 차트                      | 최고순위 |
| ------------------------- | -------- |
| 오리콘 주간 싱글          | 10       |
| 오리콘 주간 싱글 (2008년) | 10       |